# 서양갑
서양갑(徐羊甲, ?~1613년)은 조선의 문인으로, 강변칠우(江邊七友)의 한 사람이다. 본관은 부여(扶餘)이다.

## 생애
서자 출신으로, 서얼차대(庶孼差待)에 대해 불만을 갖으며 같은 서자 출신인 박응서(朴應犀), 심우영(沈友英), 박치의(朴致毅), 박치인(朴致仁), 이경준(李耕俊), 김평손(金平孫) 등과 소양강변에서 강변칠우·죽림칠우(竹林七友)를 자처하며 교류했다.
그러던 1612년에 조령(鳥嶺)에서 은상인(銀商人)을 살해하고 은 600∼700냥을 강탈하다가 체포되었다. 이에 목숨을 살려준다는 이이첨(李爾瞻), 정인홍(鄭仁弘) 등 대북파의 꾐에 넘어가 인목대비(仁穆大妃)의 아버지이자 영창대군(永昌大君)의 외조부인 김제남(金悌男)과 모의해 영창대군을 옹립하려 했다는 허위진술을 하여 계축옥사를 불러일으키고 본인도 처형을 당했다.